# 天空の乙姫たち
『天空の乙姫たち』（てんくうのおとひめたち）は水田恐竜による日本の漫画作品。

## 概要
ゴージャス・エア・ラインのスチュワーデスが飛行機の中でドタバタを繰り広げる4コマギャグ漫画。この作品の特徴として飛行機や空港に関する豆知識が多く登場している。
また、この作品では「放課後キッチン」の登場人物ちかことちかこのダンナや、「じゃ夢パラダイス」に登場した尾大尽子（おだいじんこ）が乗客として登場している。

## 航空会社
ゴージャス・エア・ライン
通称GAL。セールス・ポイントは「ゴージャスなサービス」で特にお色気サービスでは他の航空会社が真似しない様な制服制度がありファーストクラスはビキニ（ただし後にバニーガールへと変更された）。ビジネスクラスはバニーガール。エコノミークラスは太ももを強調したミニスカートである。ちなみにチーフが入社した当時は普通の制服でそのうちSMクラスや殿様クラスなど行き過ぎたサービスもGALではやりかねないとの事。
また連載初期ではバニーガールで食事を配膳し評判がよければGALの制服として採用される試験的なシステムもあり結果は乗客がチップを渡してキャバレーの様な展開になったが評判はよかった事になっている。（チーフは「仕事にならん」と呟いた）
ヤマト・エア・システム
通称YAS。GALとは創業以来のライバル会社だが、制服はブルセラでは人気が無い位ダサい。（ブルセラの店員曰くGALのなら買い取るとの事）また社員寮が無い。
N航空
ホエールジャンボ（マリンジャンボのパロディ）を導入している航空会社。

## 登場人物
主人公
GALのスチュワーデスだが本名は不明で周囲からは「あいつ」「あんた」と呼ばれ、解説もスチュワーデスさんと呼んでいる。髪型は「放課後キッチン」のみづほに似ている（ただし前半の時はあまり似ていない）。
万年遅刻魔で飛行機が離陸しそうになったとき色々な乗り物を使って飛行機に乗り込もうとする。（詳しくは後述）
エッチや下ネタが大好きで男性乗客にサービスを行なってはよくチーフにどつかれる（ただし、飛行機恐怖症の客にフェラチオをして大人しくさせた時チーフは「ま、いっか」と言った）また、ホエールジャンボに対抗して「デカチンジャンボ」を考えたり、あることがきっかけでアナウンスで堂々と下ネタを連発したりしていた。
マイケル・チャクソンのコンサートを見たいために休もうとしたり、修学旅行で乗っている女子高生がチーフに色々質問している最中どさくさにまぎれて有休届けを出そうとしたりするが、チーフ曰くとっくに有休は無くなっているとの事。
基本的にボケばかりだが実はツッコミもこなすタイプで片桐機長、小滝のいい加減な行動に対して激しいツッコミを入れる（ただし小滝の同人誌の販売をツッコんだ時、チーフから「エロ本売ってるくせに」とツッコまれた事がある）。
ファーストクラスに担当されるが好き。理由はファーストクラスには生でエッチした後にチツ洗浄が出来るビデがトイレに搭載されているため。（同僚は「こわー」と引いていた）
バカ親をからかうのが趣味で幼い女の子に「飛行機のせいで処女膜が破ける」と言ってバカ親を泣かせた事がある。
スチュワーデスになったきっかけは学生の時、エッチの最中に「雲の上でヤッたらさぞ気持ちいいだろうな」と感じた事である。
同僚
目元がクリっとしていて少し子供っぽい主人公の同僚。主人公とは新人の時から一緒である。
他の登場人物と違い目立った特徴はないが、嘘はつけない性格がネタになった事もある。また主人公と違いまともだが、主人公がマイケル・チャクソンとエッチした後、他の同僚と裸になってケンカした。
チーフ
GALのスチュワーデスのチーフで主人公の先輩でもある。作中一番のツッコミ役だが、実はレズでYASのスチュワーデスを大人しくさせるためにテクニックを使った事がある。また女子高生が修学旅行で飛行機に乗っている時は顔が緩みお花畑の様だと呟いたり、主人公や小滝がセクハラをしている時はプロレス技をかけたり、主人公が女子高生の制服を自分の制服を交換した時「自分だけずるい」と羨ましがったりとしていた。
主人公が男性客とエッチばかりするので病気が機内に蔓延しない様にトイレにコンドームを置いている。（主人公は「あたし達のためにわざわざ…」と勘違いしていた）
片桐機長
元トラック運転手の機長。趣味は演歌と競馬でよく飛行機に搭載されているラジオ番組で聴く。また操縦が非常に乱暴で競馬場につっこんだり、小滝のシャックリを止めようとした事もあった。また主人公は機長の操縦はいい刺激になるとのこと（もちろんエッチな意味で）。
食中毒予防のために機内食は小滝とは別々に用意されているにもかかわらず、お子様ランチの様なメニューに不満を持ち小滝に「煮魚半分くれよ」と頼んだことがあるがそれでは食中毒予防にならないため主人公に「元も子もねーだろーがー!!!」とどつかれてしまう。（小滝も和食中心のメニューが苦手で「そのかわりハンバーグ半分ください」と頼んだが同上の理由で主人公にどつかれてしまった）
小滝副操縦士
オタク趣味の副操縦士。主人公にはよくどつかれるが、エッチなお土産品を一緒に作ったりしていた。また、ブルセラショップで現役スチュワーデスの使用済みパンティーをニセモノと見抜いた事もあった。
YASのスチュワーデス
ヤマト・エア・システム（通称YAS）のスチュワーデス。GALの入社試験に落ちた腹いせに乗客として嫌がらせばかりする嫌な奴。ただし自腹でチケットをとっているので生活は苦しい。
後半リストラでクビになり貨物室に密航するようになった。またその時主人公と一緒に飲むなどと仲がよくなっていた。そして最終的には貨物室を改造した麻雀ルームのウェイトレスになっていた。
マイケル・チャクソン日本公演のためにGALの飛行機のファーストクラスを買い占めたが、主人公とエッチしたことが原因で心身共に衰弱状態になり帰国するがその飛行機の中に主人公がいたため更にショックを受ける。また公演中止の元凶を作った主人公に何故かプラチナチケットをあげていた。

## 遅刻ネタ
前述の通り主人公は万年遅刻魔であらゆる乗り物を使って無茶苦茶な方法で飛行機に乗り込もうとする。また乗り物を使わずさりげなく登場するネタも紹介していく。
徒歩
乗客に離陸している様子を見せるスクリーンに主人公が突然現れて乗客を驚かせた。
スクーター
飛行機より速く走り、回り込んで飛行機に急ブレーキをかけさせ、飛行機に乗り込んだ。ちなみにチーフだけでなく片桐機長も「今日は先に殴らせろ」とご立腹だった。
オートバイ
オートバイを乗り捨てて、飛行機の車輪の足にしがみつき、床を分解して乗り込んだ。ちなみに主人公はリポビタンDのCMでおなじみのセリフ「ファイトー!!!　一発!!」と叫びながらしがみつき、チーフから「そのガッツで何故5分早起き出来ん？」とつっこまれる。
ジープ
主人公が追いついた時にはもう速度V１になっており、そのような中で主人公は読者に速度V１について説明した。また主人公はいつの間にか飛行機にチェーンソーを使って穴を開けて潜り込んだ。そして肝心のジープはどうなったか不明。
ブリーフィング（打ち合わせ）
チーフ達がブリーフィングの最中に主人公がさりげなく登場したが、チーフから「この飛行機は落ちるわ!!」とパニックになったので主人公が遅刻をしないことは非常に珍しい事が窺える（ただしブリーフィングもれっきとした仕事の内なので業務上としては遅刻に当たる）。
乗り物なし
解説が「スチュワーデスの多忙だが笑顔で乗客を迎える」を説明した後、主人公がさりげなく登場し、チーフにスパナでぶたれてしまった（その時チーフは笑顔だった）。
漁船
飛行機が海の上を飛んでいる中、主人公が乗っている漁船が現れてモリを飛ばし、飛行機に刺したが、入る事が出来なかった。また別の飛行機のパイロットが主人公が飛行機の外に乗っているのを見て「クジラが空を飛んでいるのが見えるからアタマがどうかしたようだ」とコントロールセンターに伝えた（パイロットは「UFOを見た」というような事を言うと精神状態を疑われるため）。
戦闘機
戦闘機の脱出システムを使い強引に入り込んだが、頭部を強くぶつけて重傷を負う。
救難訓練
救難訓練の最中に主人公がさりげなく登場し、スマキにされて訓練用プールにぶち込まれた。